# Bayraktar TB2
A Bayraktar TB2 a világ egyik legelterjedtebb fegyverek bevetésére is képes közepes magasságú, hosszú bevetési idejű (MALE) pilóta nélküli harci repülőgépe, drónja (UACV). A török Baykar Technology vállalat által fejlesztett drónból több mint 300 példány készült. A TB2-esek világszerte 400 ezer órányi repülésen és több ezer éles bevetésen vannak túl. Ennek a drónnak tulajdonítják többek között 2020. évi örmény–azeri háború eldöntését Azerbajdzsán javára.
A Bayraktar drónok jelentős szerepet kaptak a 2022. évi ukrán–orosz konfliktusban, ahol számos orosz célpontot semmisítettek meg, illetve felderítési adatokkal segítették az ukrán tüzérséget és hadvezetést. Olekszij Reznyikov ukrán védelmi miniszter közlése szerint az Ukrajna elleni orosz invázió kezdetétől 2022. június végéig Ukrajna kb. 50 db TB2 drónt kapott a gyártótól.

## Kialakítása és jellemzői
A TB2 pilóta nélküli repülőgépek maximális felszállótömege 700 kg, amelyből 120 kg lehet hasznos teher, utazómagassága 6000 méter, maximális repülési ideje pedig 27 óra. A drónt a szabványos konténerben elhelyezett földi irányító központtól (GCS) legfeljebb 300 km távolságra távolodhat el. A kapcsolat elvesztése esetén visszatér egy előre beprogramozott légtérbe, hogy egy földi központ az irányítást visszanyerhesse felette.
A TB2 jellemzői:
- Háromszorosan redundáns repülésirányító rendszerek, robotpilóta
- Automatikus felszállás és leszállás, „taxizás” és parkolás a repülőtér erre kijelölt helyén
- GPS független navigációs rendszer
- Előre programozott útvonal végig repülése külső irányítás nélkül
- Titkosított adatkapcsolat

A Bayraktar négy fegyverfelfüggesztési ponttal rendelkezik, amelyekre az alábbi fegyverek függeszthetőek:
- MAM-C – 6,5 kg tömegű, 8 km hatótávolságú többféle robbanó fejjel felszerelhető lézervezérlésű bomba, amelyet kifejezetten könnyen páncélozott vagy páncélozatlan célok ellen fejlesztett ki a török Roketsan.[6]
- MAM-L – 22 kg tömegű, 15 km hatótávolságú többféle robbanó fejjel felszerelhető lézervezérlésű bomba, amelyet elsősorban harckocsik ellen fejlesztettek ki. A MAM-L páncéltörő konfigurációban 700 mm RHA páncélzatot képes átütni.[7]

A TB2 drónok jellemzően 2 MAM-C és 2 MAM-L bombát hordoznak egyidejűleg. A fegyverek számára a célfelderítést és célmegjelölést a gép hasa alatti elektrooptikai szenzor torony (EOS) biztosítja, amely tartalmaz egy nappali kamerát, egy éjjellátó hőkamerát, lézer távmérőt és lézeres célmegjelölőt. Ezt a berendezést 2020 októberéig a kanadai Wescam szállította, azonban a kanadai kormány megtiltotta az exportot a TB2 drón különféle polgárháborúkban történő bevetése miatt. A drón motorjait 2020-ig az ausztriai BRP-Rotax szállította, azonban a cég beszüntette az exportot a drónt gyártó Baykar Technology számára. Ennek következtében ezeket az elemeket hazai gyártású eszközökre cserélte a gyártó, így kikerülheti az exportkorlátozásokat. 

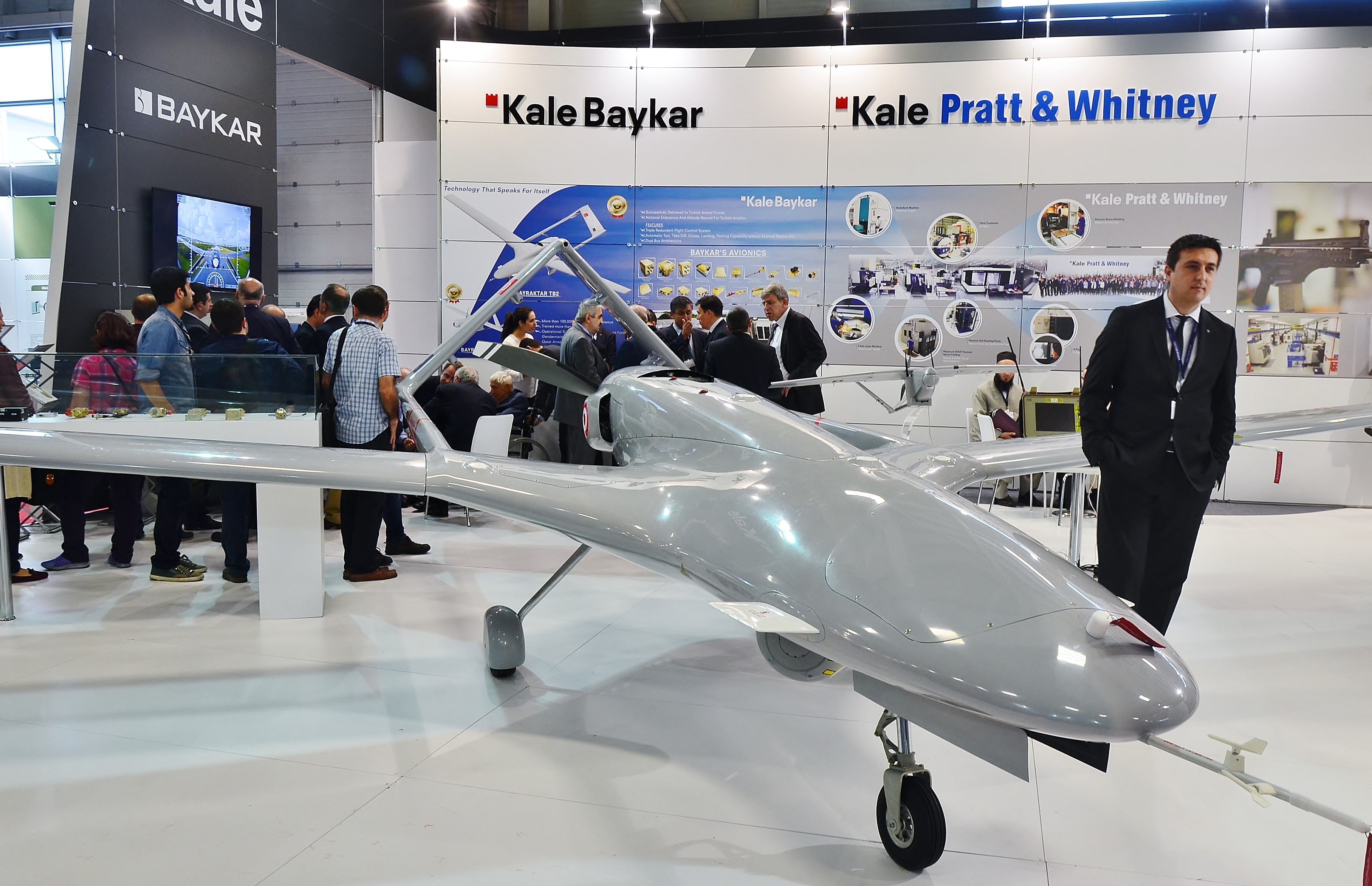
TB2 egy kiállításon
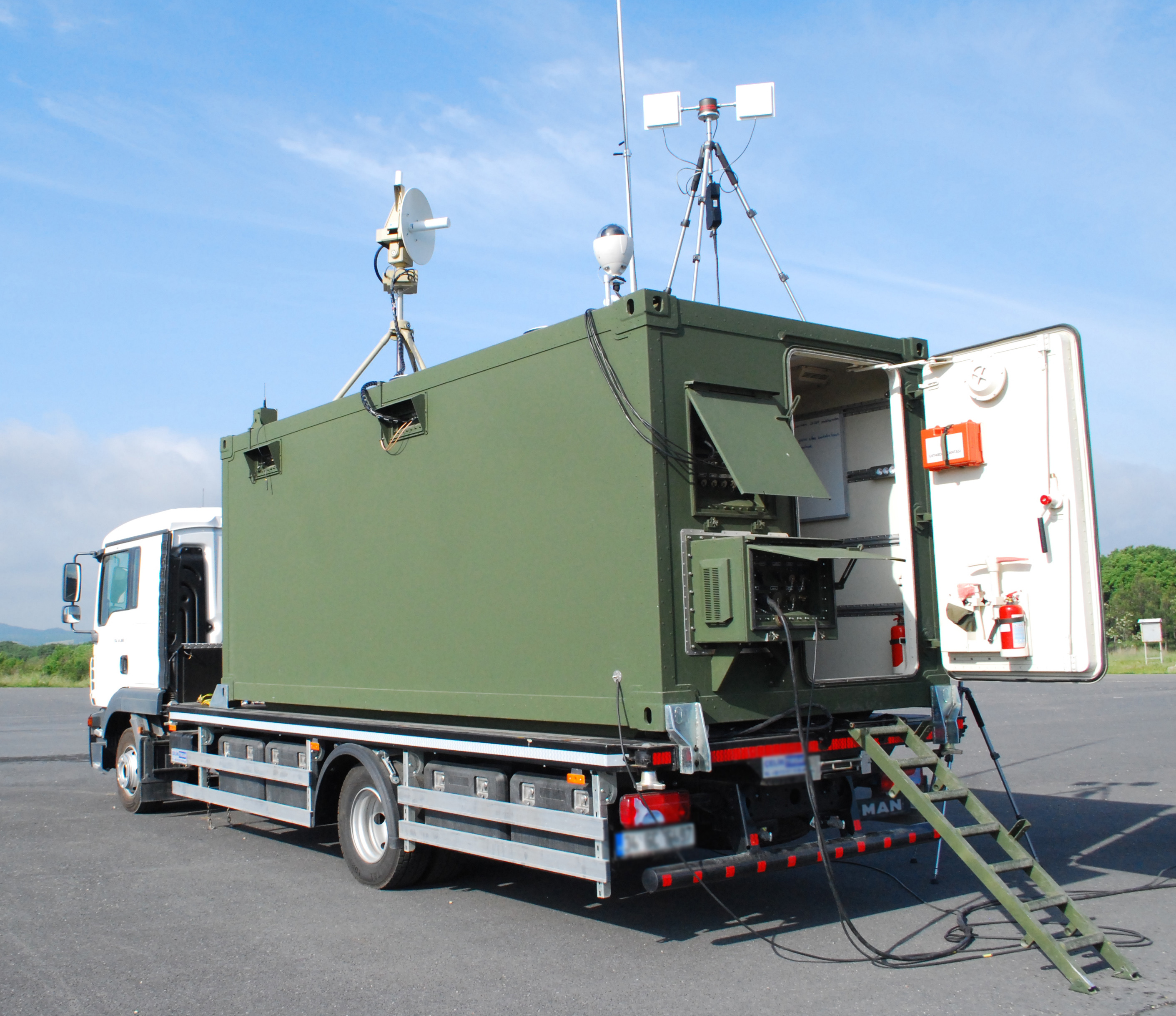
A földi irányító központ (GCS)
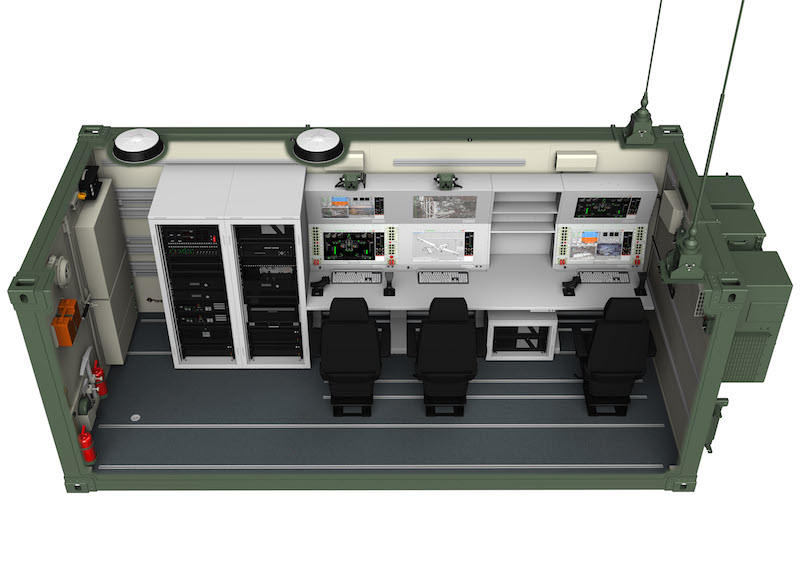
A földi irányító központ belseje
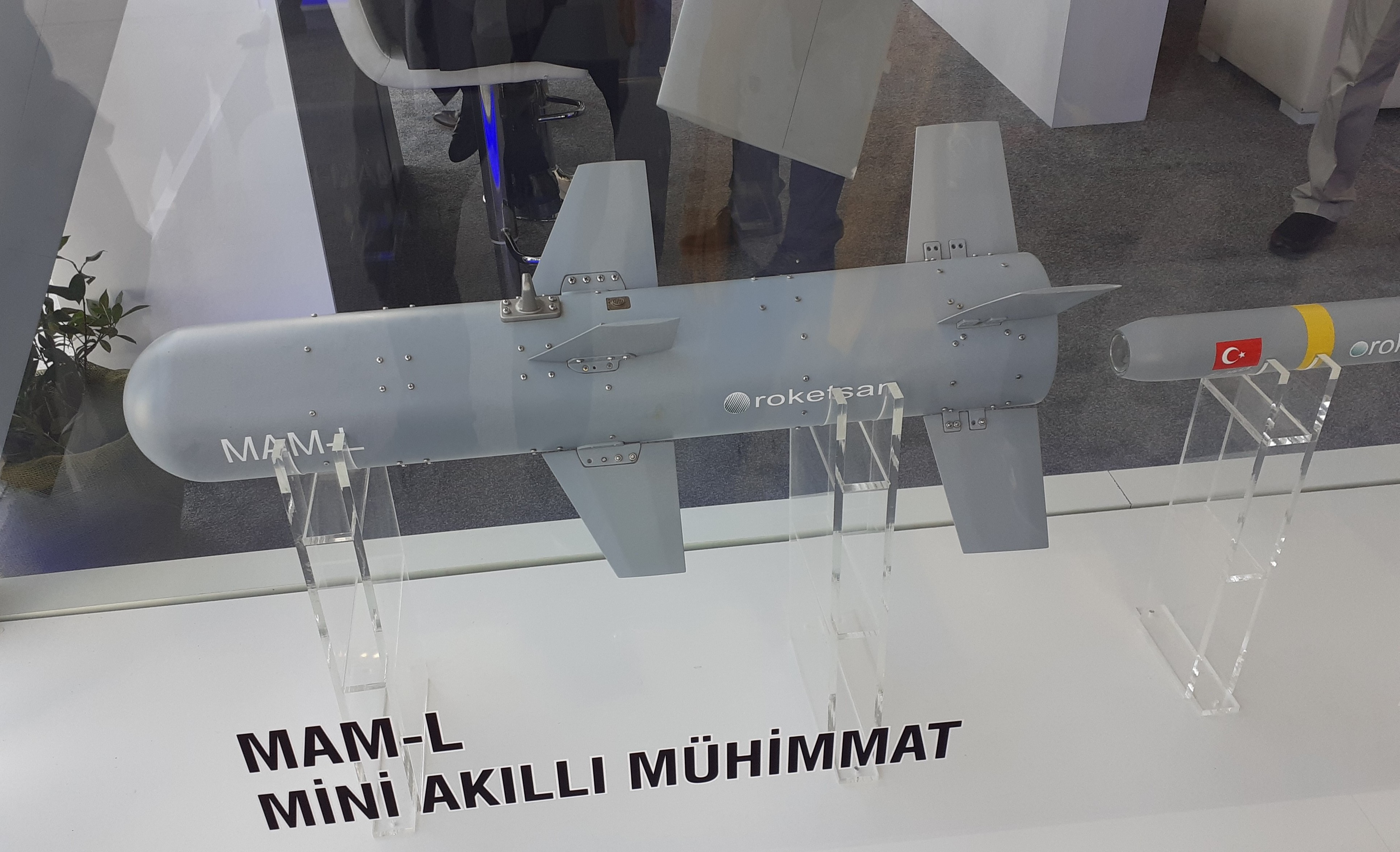
MAM-L a TB2 nagyobbik "kalapácsa"
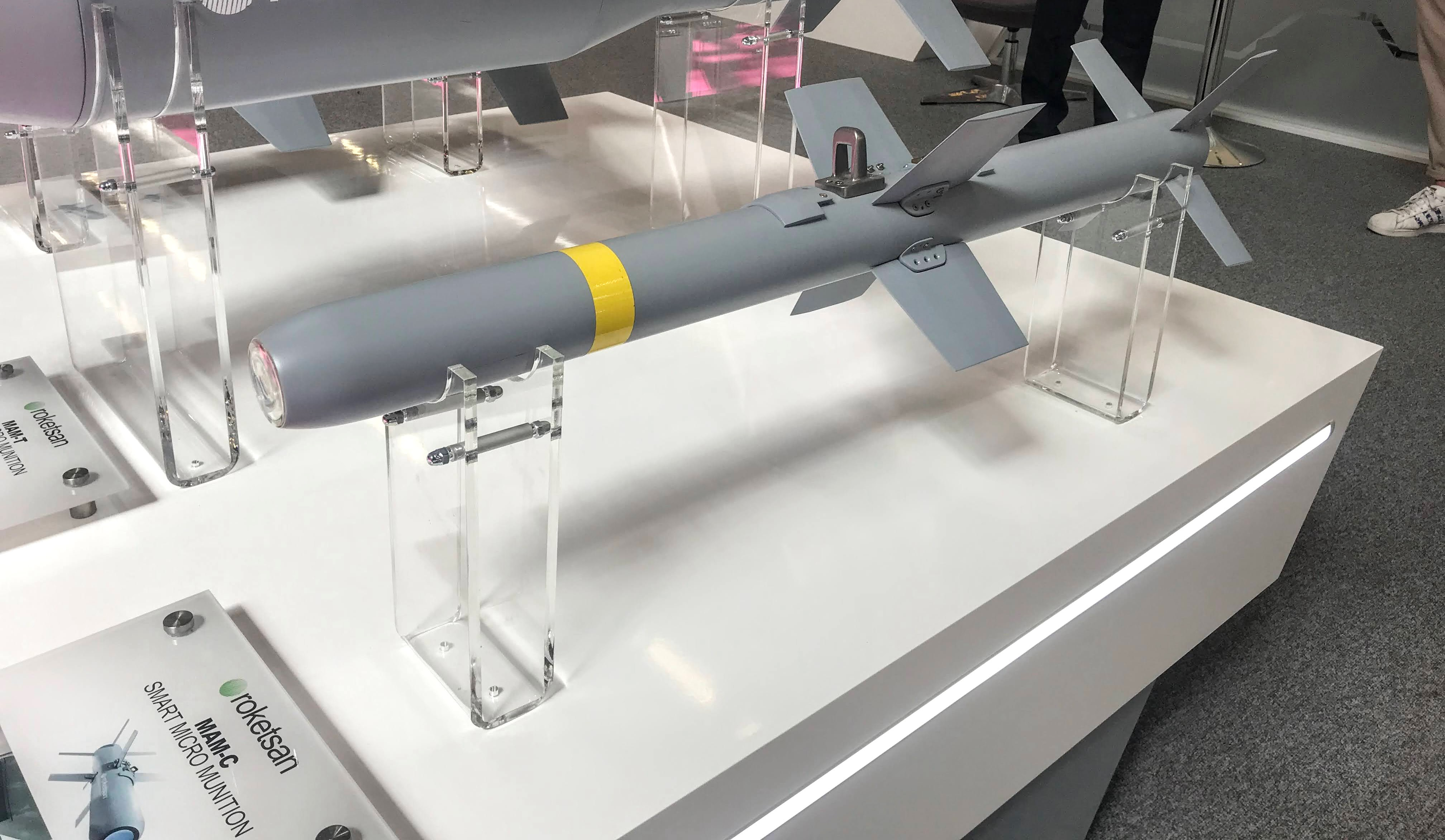
MAM-C lézervezérlésű bomba